# Cristóbal Mendoza
José Cristóbal Hurtado de Mendoza y Montilla (Trujillo, 23 de junio de 1772-Caracas, 8 de febrero de 1829) fue un político y abogado venezolano. Fue el primer presidente de Venezuela tras la declaración de independencia respecto del Imperio español. Mendoza, con 39 años, fue el primero en presidir el triunvirato del Poder Ejecutivo establecido por el Congreso de 1811 y desempeñó el cargo durante poco más de un año. Los otros dos miembros del triunvirato fueron Juan Escalona y Baltasar Padrón. Durante este período formó parte de la Asamblea Constitucional que diseñó y promulgó la primera Constitución de Venezuela en diciembre de 1811.

## Biografía
Fue el primer presidente de Venezuela en 1811. Sus padres fueron Luis Bernardo Hurtado de Mendoza y Gertrudis Eulalia Montilla. Durante su infancia recibió una excelente educación en su ciudad natal. A los 16 años marcha a Caracas para estudiar en la universidad, donde cursa el bachillerato en Artes (Filosofía) hasta 1791, y luego alcanza los grados de licenciado y maestro (1793). Posteriormente, viaja a la isla de Santo Domingo, donde en 1794 obtiene el título de doctor en Derecho Civil y Canónico. De regreso en Venezuela, vuelve a su ciudad natal, donde trabaja en el bufete del abogado Antonio Nicolás Briceño. Luego pasa a Mérida, donde practica la abogacía con los letrados Juan Marimón y Henríquez e Hipólito Elías González en 1795; ese mismo año, por corto tiempo, ejerce la docencia como profesor de Filosofía en el colegio seminario de San Buenaventura de Mérida. A fines de 1796, se halla en Barinas realizando otras prácticas de su profesión legal al lado de los abogados Faustino de la Plaza y Manuel Antonio Valcarce Pimentel. El 10 de julio de este año la Real Audiencia de Caracas le confiere el título de abogado, profesión que ejercerá en diversas poblaciones. El primer lugar donde se instala es Barinas, donde contrae matrimonio con Juana Briceño Méndez Mendoza.

### Carrera política
A comienzos del siglo XIX, tras haber enviudado, contrajo segundas nupcias con María Regina Montilla del Pumar, quien estaba emparentada con José Ignacio del Pumar, marqués de Boconó y de las Riberas del Masparro. En enero de 1807 Cristóbal Mendoza fue elegido alcalde de primer voto del Cabildo de Barinas, pero el coronel Húngaro y Dusmet se opuso al nombramiento, alegando el parentesco de Mendoza con los miembros del Cabildo; finalmente, en marzo de 1808, la Real Audiencia le dio la razón a Mendoza. Por este tiempo enviudó por segunda vez. Al estallar el movimiento del 19 de abril de 1810, fue uno de los primeros en sumarse a la causa de Caracas. El 5 de mayo de ese mismo año, se organiza una Junta de Gobierno en Barinas, de la cual Mendoza es vocal secretario. Posteriormente, para representar la provincia de Barinas en el Congreso Constituyente de 1811, son elegidos diputados, entre otros, Cristóbal y su hermano Luis Ignacio Mendoza.
El 5 de marzo de 1811 el Congreso lo designa a la cabeza del Triunvirato Ejecutivo que ejercería el gobierno del país. Formaban el Triunvirato, además de Cristóbal Mendoza, Juan Escalona y Baltasar Padrón, quienes se turnaban semanalmente en el ejercicio de la presidencia. Al instalarse el Poder Ejecutivo en la tarde del 6 de marzo de 1811, le correspondió a Mendoza, como primer nombrado, ejercer la presidencia, mientras que Manuel Moreno de Mendoza lo sustituía interinamente. Asimismo, cuando el Congreso Constituyente declaró la Independencia el 5 de julio de 1811, Mendoza ejercía también la presidencia. Le correspondió igualmente, en su calidad de presidente del Triunvirato, firmar el Acta de la Independencia que una comisión del Congreso presentó al Ejecutivo Plural el día 8.
El 14 de agosto de 1811 se casó por tercera vez con Gertrudis Buroz Tovar. A la caída de la Primera República, a mediados de 1812, Mendoza logra refugiarse en la Nueva Granada. En 1813 se une al brigadier Simón Bolívar, quien se aprestaba a libertar a Venezuela, convirtiéndose en uno de sus principales colaboradores. Bolívar lo designa gobernador político de Mérida, ciudad que se incorporó en mayo de ese año a la causa republicana. Allí se encuentra Mendoza cuando llega Bolívar, que hace su entrada triunfal el 23 de mayo. Con el cargo de gobernador político de la Provincia de Caracas entra junto a Bolívar a la capital, el 6 de agosto de 1813. Durante el desarrollo de la guerra a muerte, Mendoza se desempeña en diversas funciones: administración política, impuestos, víveres, pertrechos y vestuarios para el ejército, hospitales, patrullaje cívico y vigilancia de espías. En el Cabildo Abierto celebrado en Caracas el 14 de octubre de 1813, es él quien propone formalmente que se le confiera a Simón Bolívar el título de Libertador, lo cual es aprobado por los miembros del municipio, los notables y el pueblo.>

### Descendencia
Dos de sus nietos emigraron a Cuba en 1868 y lucharon en favor de la independencia de la isla durante la guerra de los Diez Años (1868-1878). Cristóbal Mendoza Durán, quien ejerció el periodismo en Camagüey, luego se integró y combatió en las filas del Ejército Libertador. Carlos Manuel de Céspedes y del Castillo, en aprecio a sus valores intelectuales y morales, lo nombró Secretario del Exterior del primer gobierno de la República de Cuba en Armas. Su hermano Tomás también fue periodista y en las filas mambisas actuó como ayudante secretario del general Manuel de Quesada. Tomás Mendoza firmó en Nassau junto a otros patriotas el manifiesto independentista de los expedicionarios de la goleta Galvanic. El desembarco de las fuerzas expedicionarias comandadas por el general Manuel de Quesada y Loynaz tuvo lugar en la ensenada de La Guanaja  cerca de Camagüey, el 27 de diciembre de 1868. Participó en muchos combates y alcanzó el grado de comandante. El 16 de agosto de 1869, en el ataque a Las Tunas, recibió heridas que le causaron la muerte. Cristóbal Mendoza alcanzó el grado de coronel y murió frente al pelotón de fusilamiento español el 30 de diciembre de 1870, dos días después de caer prisionero en Najasa. Tanto Cristóbal como Tomás Mendoza entregaron sus vidas en los campos de batalla de Cuba junto a otros venezolanos como José María Aurrecoechea Irigoyen, a quien Céspedes nombró General de Brigada, o su hermano Enrique, quien alcanzó los grados de comandante del Ejército Libertador, ambos también caídos en combate por la independencia de Cuba. También integraron el Ejército Libertador José Miguel Barreto, Amadeo Manuit, Manuel María Garrido Páez, sobrino del general José Antonio Páez, héroe de la independencia de Venezuela, Salomé Hernández Villegas, Cristóbal Acosta Páez y Fernando Pedro Álvarez Saavedra.
Tuvo diecisiete hijos: Eugenio Hurtado de Mendoza, Nicolasa Hurtado de Mendoza, María de las Nieves Hurtado de Mendoza, Manuela Hurtado de Mendoza, Tecla Hurtado de Mendoza, María Manuela Hurtado de Mendoza, Cristóbal Hurtado de Mendoza, Gertrudis Eduvigis Hurtado de Mendoza, Josefa Regina Hurtado de Mendoza, Juan José Hurtado de Mendoza, Lorenzo Alejo Hurtado de Mendoza, Luis Evaristo Hurtado de Mendoza, Carlos María Justo Eulogio Hurtado de Mendoza, Simón Justo José Cristóbal Gregorio Hurtado de Mendoza, María Begnina Hurtado de Mendoza, Francisca Luisa María Hurtado de Mendoza y María de la Asunción Felipa de la Santísima Trinidad Hurtado de Mendoza. A la vez, fue bisabuelo de Eugenio Mendoza Goiticoa, Eduardo Mendoza Goiticoa y Panchita Soublette Saluzzo. Entre sus descendendientes, se encuentran Leopoldo López, Thor Halvorssen Mendoza y Lorenzo Mendoza.

## Homenajes
En la Casa de Tratados de Bolívar y Sucre funciona un museo dedicado a él, aunque con muy pocas piezas u objetos personales. Asimismo El municipio Trujillo posee una plaza con la estatua pedestre de Cristóbal Mendoza, mientras el liceo más antiguo del estado lleva su nombre, así como una avenida, una condecoración y una línea de transporte.
Sus restos simbólicos fueron trasladados el 23 de junio de 2024 en el Panteón Nacional.